# Dictature du prolétariat

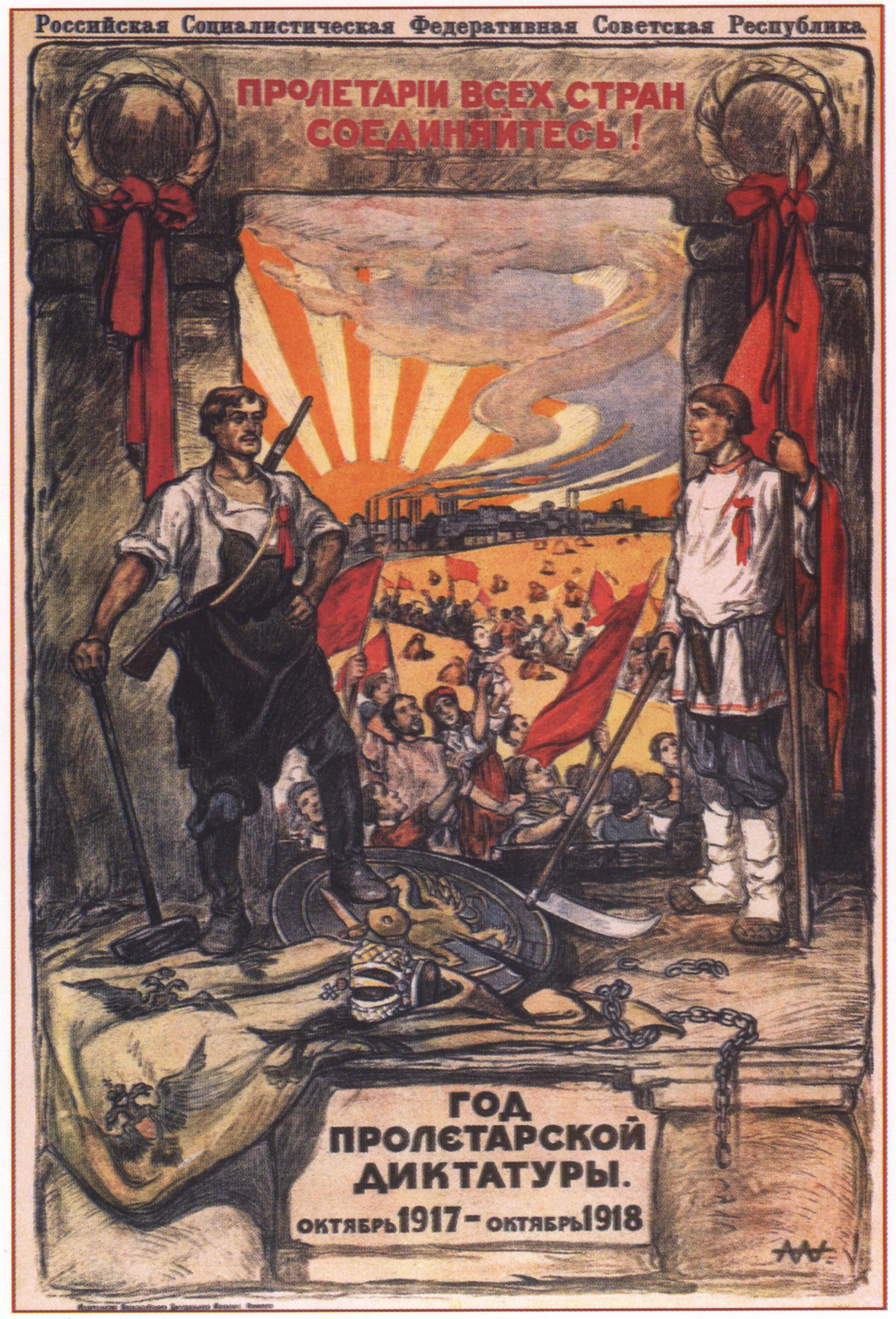
Affiche de propagande soviétique datant d'octobre 1918 sur la dictature du prolétariat.

La dictature du prolétariat est un concept central du marxisme désignant une phase transitoire révolutionnaire de la société entre le capitalisme et le communisme.
Cette expression employée à l'origine par Louis Auguste Blanqui, dans le droit fil de la pensée de Jean-Paul Marat et de Gracchus Babeuf et parfois employée par Karl Marx, est au cœur de vifs débats (y compris entre marxistes), notamment en ce qui concerne sa mise en œuvre et la question de l'État durant cette phase transitoire. Marx emploi cette expression dans un sens différent par rapport au blanquisme.
Karl Marx et Friedrich Engels conçoivent la dictature du prolétariat comme une phase révolutionnaire transitoire, menée par les masses populaires, supposée nécessaire pour abattre le pouvoir de la bourgeoisie. Sur le plan économique, elle se traduit par la suppression de la propriété privée des moyens de production, et donc par la mise en place du collectivisme économique et d'une démocratie au travail via un processus de socialisation des biens. Sur le plan politique, elle s'exprime par une forme de "république démocratique" , par exemple en comportant des élections au mandat impératif (où les élus sont mandatés au suffrage universel et révocables).
Selon la théorie marxiste, la période révolutionnaire et transitoire de la dictature du prolétariat conduira progressivement à la phase dite « inférieure » du communisme, liée à un processus de dépérissement de l'État, à la fin de la production marchande et à l'abolition des classes sociales. Ensuite, adviendra le passage à une société communiste dans sa « phase dite supérieure » mettant fin au droit bourgeois, à la division du travail et la fin de l'opposition entre le travail intellectuel et manuel. Pour mener à bien le processus révolutionnaire vers le communisme, il est nécessaire également que les communistes mènent une lutte qui soit internationaliste, qu'il y ait comme dirait Marx une "fraternité internationale des classes ouvrières dans leur lutte commune contre les classes dominantes et leurs gouvernements", un processus contribuant ainsi à la fin des nations.
Après la révolution russe de 1917, le concept est repris par Lénine : les bolcheviks ont présenté leur gouvernement comme une « dictature du prolétariat », mais ce qualificatif est contesté par nombre de leurs opposants (notamment marxistes). Les adversaires du marxisme (y compris sociaux-démocrates, au sens actuel du terme) voient dans la notion de « dictature du prolétariat » un danger pour les libertés et pour la démocratie parlementaire, et arguent qu'en son nom, bureaucratie et nomenklatura ont accaparé le pouvoir de manière sanglante dans les régimes politiques se réclamant du marxisme. Certains courants communistes et marxistes se sont également montrés critiques et opposés vis-à-vis de la vision léniniste de la dictature du prolétariat, par exemple les conseillistes (Anton Pannekoek, Paul Mattick, Karl Korsh etc.). Le conseillisme (ou "communisme de conseils") est concentré sur les conseils ouvriers comme forme d'organisation révolutionnaire par les masses populaires, notamment durant la dictature du prolétariat, s'opposant ainsi au modèle léniniste d'un parti d'avant-garde qui doit saisir l'appareil d'État.

## Le terme "Dictature"
Les deux mots furent introduits dans la terminologie politique moderne à l’époque de la Révolution française dont les leaders et penseurs se servaient de l’antique République romaine comme modèle. Les jacobins furent en faveur d’une « dictature » par une minorité de révolutionnaires (on passe ainsi d'un unique dictateur à un groupe de dictateurs) pour écraser la résistance de la noblesse[réf. nécessaire].
Dans Le Capital, Marx définit le prolétaire comme « le salarié qui produit le capital et le fait fructifier ».
Les deux termes dictature et prolétaires furent repris des révolutionnaires français par leurs héritiers politiques du siècle suivant, et parmi eux, les « communistes utopistes » chez qui Marx puisa une partie de son socialisme.
Le terme « dictature » fut choisi pour souligner que le capitalisme consisterait en la « dictature de la bourgeoisie », celle d'une seule classe sociale qui détient tout le pouvoir politique et économique (que ce soit sous la forme politique du régime parlementaire ou de la dictature telle qu'on l'entend aujourd'hui). Pour renverser cette classe, la classe des gens d'aucune classe - les prolétaires - devait prendre dans un premier temps tout le pouvoir, pour supprimer la division de la société en classes.
Le mot dictature choque parfois aujourd'hui. Cependant, selon le philosophe et militant trotskiste Daniel Bensaïd, « Les mots n’ont pas aujourd’hui le même sens qu’ils pouvaient avoir sous la plume de Marx. À l’époque, la dictature, dans le vocabulaire des Lumières, s’opposait à la tyrannie ; elle évoquait une vénérable institution romaine : un pouvoir d’exception délégué pour un temps limité, et non pas un pouvoir arbitraire illimité ».

### Différences avec la version "blanquiste" de la dictature du prolétariat
Friedrich Engels définit et critique la pensée de Auguste Blanqui dans « Le programme des émigrés blanquistes de la Commune » en 1873 :

« Blanqui est essentiellement un révolutionnaire politique ; il n'est socialiste que de sentiment, par sympathie pour les souffrances du peuple, mais il n'a pas de théorie socialiste ni de projets pratiques de transformation sociale. Dans son activité politique il fut avant tout un « homme d'action » qui croyait qu'une petite minorité bien organisée pourrait, en essayant au bon moment d'effectuer un coup de main révolutionnaire, entraîner à sa suite, par quelques premiers succès, la masse du peuple et réaliser ainsi une révolution victorieuse.
(…) De l'idée blanquiste que toute révolution est l'œuvre d'une petite minorité dérive automatiquement la nécessité d'une dictature après le succès de l'insurrection, d'une dictature que n'exerce naturellement pas toute la classe révolutionnaire, le prolétariat, mais le petit nombre de ceux qui ont effectué le coup de main et qui, à leur tour, sont soumis d'avance à la dictature d'une ou de plusieurs personnes.
L'on voit que Blanqui est un révolutionnaire de la génération précédente. »

Engels critique ainsi l'aspect blanquiste d'une "minorité" révolutionnaire devant mener à bien la transition socialiste, et le risque d'une soumission progressive du prolétariat par une dictature "d'une ou de plusieurs personnes". Également, Engels reproche en particulier aux blanquistes de vouloir décréter la révolution plutôt que de la construire. Il illustre cette tendance par cette citation du Programme :

« Nous sommes communistes parce que nous voulons arriver à ce but sans nous arrêter aux moyens termes, compromis qui, ajournant la victoire, sont un prolongement de l'esclavage. »

Ce refus total des compromis et cette volonté de sauter les moyens-termes par « impatience » illustre, pour Engels, l'immaturité de cette forme de socialisme qui refuse de prendre en compte le développement historique et ses lois.

## La définition de Marx et Engels

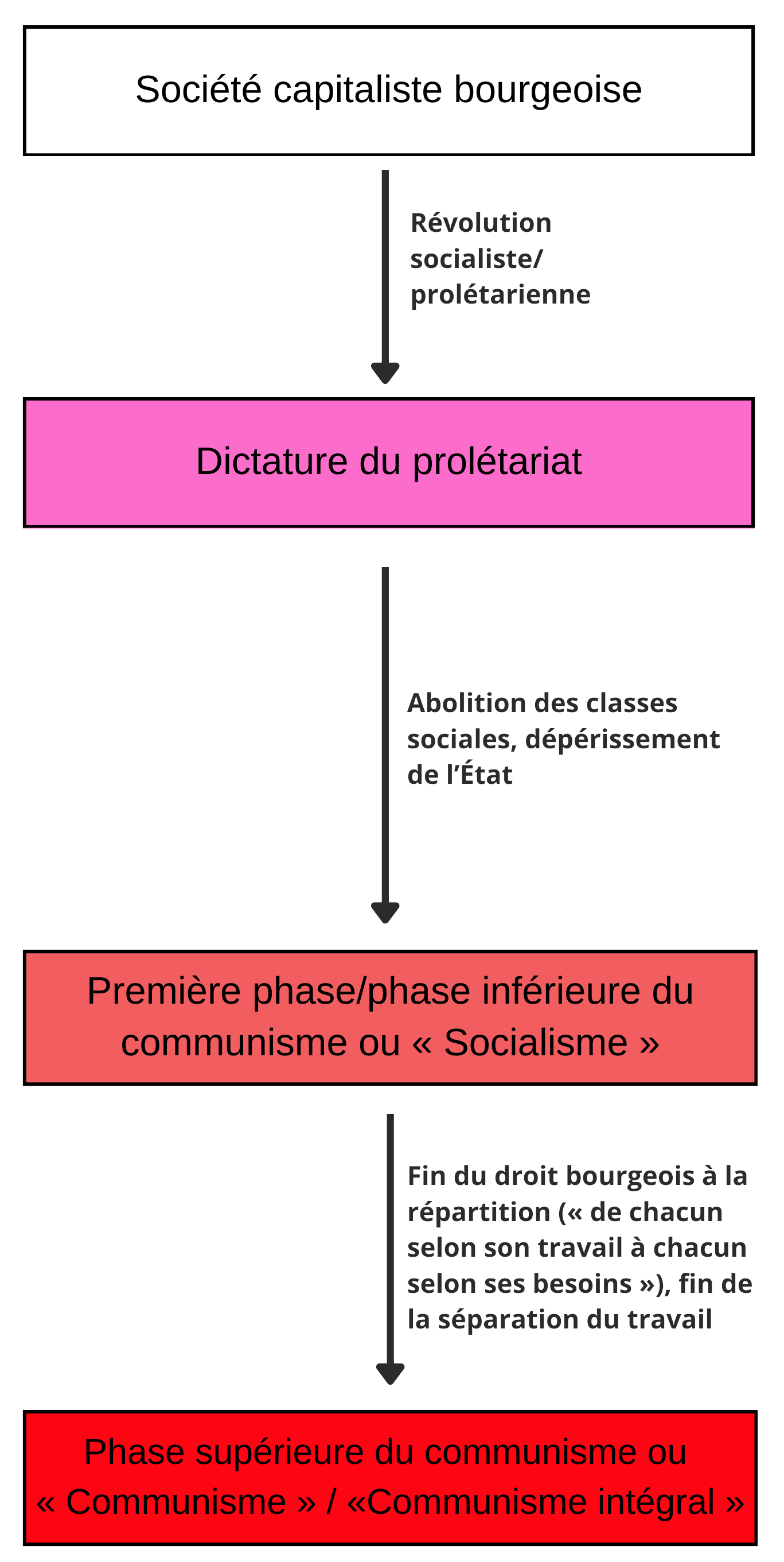
Schéma des différentes phases conduisant à l'établissement de la société communiste.

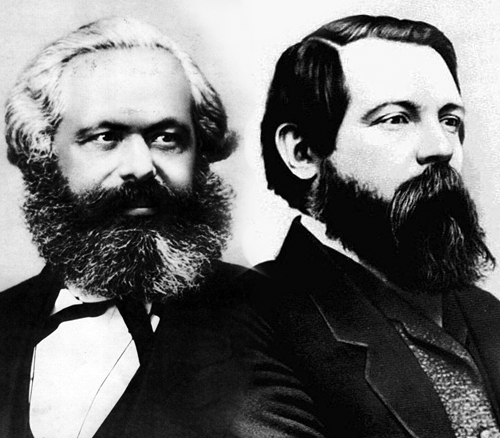
Karl Marx et Friedrich Engels.

C’est au lendemain du Printemps des peuples, qu’apparaît, sous la plume de Marx l’expression de « dictature de classe du prolétariat ». Auparavant, Marx et Engels ne parlaient que du « prolétariat organisé en classe dominante ». Marx fera explicitement la liaison entre ces deux notions en 1850.
Chez Marx, le terme prolétariat ne signifie pas « les gens pauvres » en général mais seulement ceux qui travaillent contre des salaires, c’est-à-dire la classe ouvrière.
La « dictature du prolétariat » fut donc, pour lui, l’exercice du pouvoir politique par la classe ouvrière dans son ensemble, et dans son propre intérêt.
Ce qui pour Marx impliquait une « démocratie politique complète » dans laquelle la classe ouvrière – la majorité dans la société capitaliste – gouvernerait. Il ne s'agit toutefois pas d'une démocratie au sens libéral du terme : les partis "bourgeois" n'ont plus leur place dans la cité, et doivent être réduits par la violence.
Dans Les Luttes de classes en France, Marx défend la « dictature de la classe ouvrière » et définit la « dictature de classe du prolétariat » et « la révolution en permanence » comme les deux mots d'ordre qui distinguent le communisme du socialisme petit-bourgeois. La même année, la « dictature du prolétariat » est inscrite comme objectif de la société universelle des communistes révolutionnaires dans ses statuts. En 1852, Marx considère que ses réflexions sur la dictature du prolétariat font partie des trois contributions originales qu'il a apportées sur les historiens bourgeois :

« Maintenant, en ce qui me concerne, ce n'est pas à moi que revient le mérite d'avoir découvert l'existence des classes dans la société moderne, pas plus que la lutte qu'elles s'y livrent. Des historiens bourgeois avaient exposé bien avant moi l'évolution historique de cette lutte des classes et des économistes bourgeois en avaient décrit l'anatomie économique. Ce que j'ai apporté de nouveau, c'est :
1. de démontrer que l'existence des classes n'est liée qu'à des phases historiques déterminées du développement de la production ;
2. que la lutte des classes mène nécessairement à la dictature du prolétariat ;
3. que cette dictature elle-même ne représente qu'une transition vers l'abolition de toutes les classes et vers une société sans classes. »

— K. Marx, , 1852
En 1871, la Commune de Paris ouvre de nouvelles perspectives politiques. Pour Engels, « c'était la dictature du prolétariat ». Marx lui reproche toutefois de se montrer « trop gentille » avec les forces réactionnaires, de ne pas attaquer Versailles dès qu'elle en a l'occasion, et d'être trop indulgente avec les comploteurs, les incendiaires et les espions contre-révolutionnaires :

« Même les sergents de ville, au lieu d'être désarmés et mis sous les verrous comme on aurait dû le faire, trouvèrent les portes de Paris grandes ouvertes pour aller se mettre en sûreté à Versailles. Les hommes d'ordre non seulement ne furent pas molestés, mais ils eurent la faculté de se rassembler et d'occuper plus d'une position forte au centre même de Paris. […] Toutefois, pendant quelque temps, les exécutions de prisonniers [communards] furent suspendues. Mais à peine Thiers et ses généraux décembriseurs furent-ils avisés que même leurs espions de la gendarmerie pris dans Paris sous le déguisement de gardes nationaux, même les sergents de ville pris avec des bombes incendiaires sur eux, étaient épargnés, à peine s'aperçurent-ils que le décret de la Commune sur les représailles n'était qu'une menace vaine, que les exécutions en masse de prisonniers furent reprises et poursuivies sans interruption jusqu'à la fin. »

— K. Marx, , 1871

Marx après la Commune de Paris, dans une lettre à Kugelmann en avril 1871, tire une leçon sur le rôle déterminant que les révolutionnaires doivent jouer dans la destruction de l'État au début de la révolution. La révolution socialiste devra briser l'appareil d'État et la bureaucratie : 
Si tu relis le dernier chapitre de mon 18 Brumaire tu verras que j'y exprime l'idée suivante : la prochaine tentative révolutionnaire en France ne devra pas, comme cela s'est produit jusqu'ici, faire changer de main l'appareil bureaucratico‑militaire, mais le briser. Et c'est la condition préalable de toute véritable révolution populaire sur le continent. C'est bien là d'ailleurs ce que tentent nos héroïques camarades parisiens. Quelle souplesse, quelle initiative historique, quelle capacité de sacrifice chez ces Parisiens !
Dans La Guerre civile en France, Marx présente le projet plus global de la Commune, s'exprimant par des assemblées démocratiques ayant notamment des mandats impératifs comme moyen d'élection (les élus peuvent être révocables) et contribuant au dépérissement de l'État. La Commune de Paris, assimilée à une forme de dictature du prolétariat par Marx et Engels, est donc ici caractérisée par des formes d'outils de démocraties directes et un processus révolutionnaire abolissant l'État :
Dans une brève esquisse d'organisation nationale que la Commune n'eut pas le temps de développer, il est dit expressément que la Commune devait être la forme politique même des plus petits hameaux de campagne et que dans les régions rurales l'armée permanente devait être remplacée par une milice populaire à temps de service extrêmement court. Les communes rurales de chaque département devaient administrer leurs affaires communes par une assemblée de délégués au chef-lieu du département, et ces assemblées de département devaient à leur tour envoyer des députés à la délégation nationale à Paris; les délégués devaient être à tout moment révocables et liés par le mandat impératif de leurs électeurs. [...] L'unité de la nation ne devait pas être brisée, mais au contraire organisée par la Constitution communale; elle devait devenir une réalité par la destruction du pouvoir d'État qui prétendait être l'incarnation de cette unité, mais voulait être indépendant de la nation même, et supérieur à elle, alors qu'il n'en était qu'une excroissance parasitaire. [...] Et c'est un fait bien connu que les sociétés, comme les individus, en matière d'affaires véritables, savent généralement mettre chacun à sa place et, si elles font une fois une erreur, elles savent la redresser promptement. D'autre part, rien ne pouvait être plus étranger à l'esprit de la Commune que de remplacer le suffrage universel par une investiture hiérarchique.
Pour Marx et Engels, la dictature du prolétariat s’identifie exactement à la démocratie révolutionnaire. Cependant, cette démocratie n’exclut ni la puissance économique, ni la force militaire de l’État. Ils écrivent à propos de la démocratie :

« Nous avons déjà vu plus haut que la première étape dans la révolution ouvrière est la constitution du prolétariat en classe dominante, la conquête de la démocratie. »

— K. Marx & F. Engels, , 1847

« Une chose absolument certaine, c'est que notre Parti et la classe ouvrière ne peuvent arriver à la domination que sous la forme de la république démocratique. Cette dernière est même la forme spécifique de la dictature du prolétariat, comme l'a déjà montré la grande Révolution française. »

— F. Engels, , 1891

La révolution qui mènera à la dictature révolutionnaire du prolétariat doit également être l'œuvre des masses, et non pas d'une simple minorité consciente. Les masses populaires doivent agirent : 

« Le temps des coups de main, de révolutions exécutées par de petites minorités conscientes à la tête des masses inconscientes, est passé. Là où il s'agit d'une transformation complète des organisations sociales, il faut que les masses elles-mêmes y coopèrent, qu'elles aient déjà compris elles-mêmes de quoi il s'agit, pour quoi elles interviennent (avec leurs corps et avec leur vie). Voilà ce que nous a appris l'histoire des cinquante dernières années. Mais pour que les masses comprennent ce qu'il y a à faire, un travail long persévérant est nécessaire, c'est précisément ce travail que nous faisons maintenant, et cela avec un succès qui plonge dans le désespoir de nos adversaires. »

— F. Engels, Introduction de 1895 à l'édition allemande de l'ouvrage "Les Luttes de classes en France 1848-1850" de Karl Marx
De la puissance économique de l'État :

« Le prolétariat se servira de sa suprématie politique pour arracher petit à petit tout le capital à la bourgeoisie, pour centraliser tous les instruments de production entre les mains de l'État, c'est-à-dire du prolétariat organisé en classe dominante, et pour augmenter au plus vite la quantité des forces productives. »

— K. Marx & F. Engels, , 1847

« Pourquoi luttons-nous donc pour la dictature politique du prolétariat si le pouvoir politique est économiquement impuissant ? La violence (c’est-à-dire le pouvoir d’État) est, elle aussi, une puissance économique ! »

— F. Engels, 
Enfin, sur sa force militaire :

« Avec la victoire de la « République rouge » à Paris, des armées seront dépêchées de l’intérieur de leur pays aux frontières et au-delà d’elles, et la force réelle des partis en lutte se manifestera dans toute sa pureté. »

— K. Marx, , 1848

« Mais, avant de réaliser un changement socialiste, il faut une dictature du prolétariat, dont une condition première est l'armée prolétarienne. Les classes ouvrières devront conquérir sur le champ de bataille le droit à leur propre émancipation. La tâche de l'Internationale est d'organiser et de coordonner les forces ouvrières dans le combat qui les attend. »

— K. Marx, 

« Une révolution est certainement la chose la plus autoritaire qui soit, c'est l'acte par lequel une fraction de la population impose sa volonté à l'autre au moyen de fusils, de baïonnettes et de canons, moyens autoritaires s'il en est ; et le parti victorieux, s'il ne veut pas avoir combattu en vain, doit continuer à dominer avec la terreur que ses armes inspirent aux réactionnaires. »

— F. Engels, , 1873
Dans les Luttes des classes en France, et plus encore dans la Guerre civile en France, Marx développe sa conception de l'alliance des ouvriers et des paysans sous la dictature du prolétariat. Dans le premier livre, il écrit :

« On comprendra quelle fut la situation des paysans français quand la République eut ajouté encore de nouvelles charges aux anciennes. On voit que son exploitation ne se distingue que par la forme de l'exploitation du prolétariat industriel. L'exploiteur est le même : le Capital. Les capitalistes pris isolément exploitent les paysans pris isolément par les hypothèques et l'usure. La classe capitaliste exploite la classe paysanne par l'impôt d'État. Le titre de propriété est le talisman au moyen duquel le capital l'a jusqu'ici ensorcelée, le prétexte sous lequel il l'a excitée contre le prolétariat industriel. Seule, la chute du capital peut élever le paysan, seul, un gouvernement anticapitaliste, prolétarien, peut le faire sortir de sa misère économique, de sa dégradation sociale. La République constitutionnelle c'est la dictature de ses exploiteurs coalisés, la République social-démocrate, la République rouge, c'est la dictature de ses alliés. »

— K. Marx, , 1850
Dans le deuxième, Marx expose de nombreuses revendications susceptibles de lier les paysans à la Commune : exproprier la grande propriété foncière, déplacer la charge de la guerre sur les épaules de la bourgeoisie, élire les fonctionnaires et les rendre responsables devant le peuple, mettre « l'instruction par le maître d'école à la place de l'abêtissement par le prêtre », annuler les dettes hypothécaires. Marx estimait que trois mois seulement de libre communication entre Paris et la province auraient suffi à emporter les paysans dans la révolution. La Commune était pour Marx, non seulement le véritable gouvernement de la France, mais aussi un gouvernement ouvrier, et par là même, un gouvernement international, le gouvernement de tous les travailleurs.
En 1875, Karl Marx donne sa dernière appréciation de la dictature du prolétariat avant sa mort :

« Entre la société capitaliste et la société communiste, se place la période de transformation révolutionnaire de celle-là en celle-ci. À quoi correspond une période de transition politique où l'État ne saurait être autre chose que la dictature révolutionnaire du prolétariat. »

— K. Marx, , 1875
Plusieurs auteurs soutiendront cependant que Marx n'évoque que peu de fois la dictature du prolétariat dans son œuvre.

### Une révolution et une "dictature" nécessairement violente selon Marx?
Karl Marx et Friedrich Engels avaient évoqué la possibilité pour l'Angleterre d'un passage au communisme sans révolution - au sens d'une rupture violente avec le régime en place - à une époque où il ne disposait que d'un « appareil d’État répressif » très peu développé. Les voies et moyens du passage à la dictature du prolétariat, gérée par la majorité du prolétariat, seront variables selon les circonstances et le contexte ; la violence, sera souvent nécessaire mais pas toujours. Dans son discours du 8 septembre 1872 aux ouvriers d’Amsterdam, Marx supposait que « l’Amérique et l’Angleterre (pouvaient) arriver au socialisme par des moyens pacifiques ».

Autrement, dans Principes du communisme (1847), Engels écrit :
« La suppression de la propriété privée est-elle possible par la voie pacifique ? Il serait souhaitable qu'il pût en être ainsi, et les communistes seraient certainement les derniers à s'en plaindre. Les communistes savent trop bien que toutes les conspirations sont, non seulement inutiles, mais même nuisibles. Ils savent trop bien que les révolutions ne se font pas arbitrairement et par décret, mais qu'elles furent partout et toujours la conséquence nécessaire de circonstances absolument indépendantes de la volonté et de la direction de partis déterminés et de classes entières. Mais ils voient également que le développement du prolétariat se heurte dans presque tous les pays civilisés à une répression brutale, et qu'ainsi les adversaires des communistes travaillent eux-mêmes de toutes leurs forces pour la révolution. Si tout cela pousse finalement le prolétariat opprimé à la révolution, nous, communistes, nous défendrons alors par l'action, aussi fermement que nous le faisons maintenant par la parole, la cause des prolétaires. »

### Une démocratie directe
Il y a toutefois deux spécificités[réf. nécessaire] : la dictature du prolétariat nécessite une révolution prolétarienne préalable qui aboutit à la prise du pouvoir populaire. D'autre part, le pouvoir sera exercé par une seule classe sociale, le prolétariat.
Friedrich Engels voit la Commune de Paris comme une application de la dictature du prolétariat. Ainsi, avec cet exemple, cette dictature se présenterait comme organisée de façon démocratique avec des élus mandatés au suffrage universel et révocables. Dans sa critique du programme d'Erfurt en 1891, il assimile la dictature du prolétariat à une forme de "République démocratique".

Karl Marx, en analysant la Commune de Paris de 1871, met en avant la pratique du mandat impératif : les élus mandatés sont révocables. Dans La Guerre civile en France, il dit ceci : 
L'antithèse directe de l'Empire [de Napoléon III] fut la Commune. Si le prolétariat de Paris avait fait la révolution de Février au cri de « Vive la République sociale », ce cri n'exprimait guère qu'une vague aspiration à une république qui ne devait pas seulement abolir la forme monarchique de la domination de classe, mais la domination de classe elle-même. La Commune fut la forme positive de cette république. [...] La Commune fut composée des conseillers municipaux, élus au suffrage universel dans les divers arrondissements de la ville. Ils étaient responsables et révocables à tout moment. La majorité de ses membres était naturellement des ouvriers ou des représentants reconnus de la classe ouvrière. La Commune devait être non pas un organisme parlementaire, mais un corps agissant, exécutif et législatif à la fois. Au lieu de continuer d'être l'instrument du gouvernement central, la police fut immédiatement dépouillée de ses attributs politiques et transformée en un instrument de la Commune, responsable et à tout instant révocable. [...] Les fonctionnaires de la justice furent dépouillés de cette feinte indépendance qui n'avait servi qu'à masquer leur vile soumission à tous les gouvernements successifs auxquels, tour à tour, ils avaient prêté serment de fidélité, pour le violer ensuite. Comme le reste des fonctionnaires publics, magistrats et juges devaient être élus, responsables et révocables.
Les travailleurs devaient, selon Marx, autogérer leurs luttes. C’est un thème constant qui affleure, à intervalles, dans ses écrits et dans ses actes. Par exemple, en 1848 dans le Manifeste communiste Marx dit ceci : « le mouvement prolétarien est le mouvement autonome de l’immense majorité » ; en 1864, « l’émancipation de la classe ouvrière doit être l’œuvre des travailleurs eux-mêmes » ; en 1866 dans les Statuts de l’Association internationale des travailleurs « l’œuvre de l’Association internationale est de généraliser et d’unifier les mouvements spontanés de la classe ouvrière, mais non de leur prescrire ou de leur imposer un système doctrinaire quel qu’il soit » ; en 1868 « l’Association internationale des travailleurs (...) n’est fille ni d’une secte ni d’une théorie. Elle est le produit spontané du mouvement prolétaire ». En 1871, après la Commune de Paris, Marx dit ceci « ce serait méconnaître complètement la nature de l’Internationale que de parler d’instructions secrètes venant de Londres (...) de quelque centre pontifical de domination et d’intrigue (...). De fait, l’Internationale n’est nullement le gouvernement de la classe ouvrière, c’est un lien, ce n’est pas un pouvoir ». Également, le 17 septembre 1879, dans une lettre à August Bebel: 
« En fondant l'Internationale, nous avons lancé en termes clairs son cri de guerre : "L'émancipation de la classe ouvrière sera l'œuvre de la classe ouvrière elle-même". Nous ne pouvons donc pas marcher avec des gens déclarant à cor et à cri que les ouvriers sont trop peu instruits pour pouvoir s'émanciper eux-mêmes et qu'ils doivent être affranchis par en haut, par les philanthropes bourgeois et petits-bourgeois. Si le nouvel organe du parti prend une attitude qui correspond aux idées de ces messieurs, si cette orientation est bourgeoise et non prolétarienne, il ne nous restera plus autre chose à faire, si regrettable que ce soit pour nous, que de nous expliquer là-dessus ouvertement et de rompre la solidarité dont nous avons fait preuve jusqu'à présent, en qualité de représentants du parti allemand à l'étranger. »,

## Léninisme
Lénine définit la dictature du prolétariat comme « un pouvoir conquis par la violence que le prolétariat exerce, par l'intermédiaire du parti, sur la bourgeoisie et qui n'est lié par aucune loi ». Le parti communiste selon Lénine est un parti politique d'avant-garde professionnelle disciplinée qui doit saisir l'appareil d'Etat, nécessaire pour mener à bien la révolution communiste. Puisque, selon Lénine : « L'histoire de tous les pays atteste que, par ses seules forces, la classe ouvrière ne peut arriver qu'à la conscience trade-unioniste ».
Chez Lénine, le concept de « dictature du prolétariat » joue un rôle central :

« L'essentiel dans la doctrine de Marx, c'est la lutte des classes. C'est ce qu'on dit et c'est ce qu'on écrit très souvent. Mais c'est inexact. Et, de cette inexactitude, résultent couramment des déformations opportunistes du marxisme, des falsifications tendant à la rendre acceptable pour la bourgeoisie. Car la doctrine de la lutte des classes a été créée non par Marx, mais par la bourgeoisie avant Marx ; et elle est, d'une façon générale, acceptable pour la bourgeoisie… Celui-là seul est un marxiste qui étend la reconnaissance de la lutte des classes jusqu'à la reconnaissance de la dictature du prolétariat. C'est ce qui distingue foncièrement le marxiste du vulgaire petit (et aussi du grand) bourgeois. C'est avec cette pierre de touche qu'il faut éprouver la compréhension et la reconnaissance effective du marxisme »

Pour Charles Roig, on est là à « l'origine de la transformation idéaliste de la pensée de Lénine dans la mesure où elle permet désormais d'interpréter le monde dans les termes de cette force personnalisée et agissante qu'est le prolétariat. La dictature du prolétariat n'est plus que la dramatisation de l'action de cette force en lutte contre la bourgeoisie dans le cadre d'une nouvelle période historique ».
Dans L'État et la Révolution (qui date de septembre 1917, avant la révolution d'Octobre), Lénine affirme sans ambages :

« Or, la dictature du prolétariat, c'est-à-dire l'organisation de l'avant-garde des opprimés en classe dominante pour mater les oppresseurs, ne peut se borner à un simple élargissement de la démocratie. En même temps qu'un élargissement considérable de la démocratie, devenue pour la première fois démocratie pour les pauvres, démocratie pour le peuple et non pour les riches, la dictature du prolétariat apporte une série de restrictions à la liberté pour les oppresseurs, les exploiteurs, les capitalistes. Ceux-là, nous devons les mater afin de libérer l'humanité de l'esclavage salarié ; il faut briser leur résistance par la force ; et il est évident que, là où il y a répression, il y a violence, il n'y a pas de liberté, il n'y a pas de démocratie. […]
Démocratie pour l'immense majorité du peuple et répression par la force, c'est-à-dire exclusion de la démocratie pour les exploiteurs, les oppresseurs du peuple ; telle est la modification que subit la démocratie lors de la transition du capitalisme au communisme. »

— Lénine, L'État et la Révolution.
En 1918, la constitution de la Russie révolutionnaire (future Union soviétique) se revendique comme étant une application pratique de la dictature du prolétariat.

« La dictature du prolétariat, c'est la guerre qui exige le plus d'abnégation, la guerre la plus implacable de la nouvelle classe contre un ennemi plus puissant, contre la bourgeoisie dont le renversement (ne fût-ce que dans un seul pays) a décuplé la résistance et dont la puissance ne réside pas seulement dans la force du capital international, dans la force et la solidité des liens internationaux de la bourgeoisie, mais encore dans la force de l'habitude, dans la force de la petite production. […] Pour toutes ces raisons, la dictature du prolétariat est indispensable…
Je le répète, l'expérience de la dictature victorieuse du prolétariat en Russie a montré concrètement à ceux qui ne savent pas penser ou qui n'ont pas eu l'occasion de méditer ce problème qu'une centralisation absolue et la discipline la plus rigoureuse du prolétariat sont une des conditions essentielles de la victoire sur la bourgeoisie. »

— Lénine, La Maladie infantile du communisme (le « gauchisme »), 1920.
Dans certains extraits du texte "Les tâches immédiates du pouvoir des Soviets", publié le 28 avril 1918, Lénine y évoque la coercition, l'autorité et la discipline que doit exercer la dictature révolutionnaire du parti sur les masses populaires :
« Quant à la seconde question, l'importance d'un pouvoir dictatorial personnel du point de vue des tâches spécifiques de l'heure, il faut dire que toute grande industrie mécanique, qui constitue justement la source et la base matérielle de production du socialisme, exige une unité de volonté rigoureuse, absolue, réglant le travail commun de centaines, de milliers et de dizaines de milliers d'hommes. Sur le plan technique, économique et historique, cette nécessité est évidente, et tous ceux qui ont médité sur le socialisme l'ont toujours reconnue comme une de ses conditions. Mais comment une rigoureuse unité de volonté peut-elle être assurée ? Par la soumission de la volonté de milliers de gens à celle d'une seule personne. Cette soumission rappellera plutôt la direction délicate d'un chef d'orchestre, si ceux qui participent au travail commun sont parfaitement conscients et disciplinés. Elle peut revêtir des formes tranchées, dictatoriales, si la parfaite discipline et la conscience font défaut. Mais, de toute façon, la soumission sans réserve à une volonté unique est absolument indispensable pour le succès d'un travail organisé sur le modèle de la grande industrie mécanique [...] Il nous faut apprendre à conjuguer l'esprit démocratique des masses laborieuses, tel qu'il se manifeste dans les meetings, impétueux, débordant, pareil à une crue printanière, avec une discipline de fer pendant le travail, avec la soumission absolue pendant le travail à la volonté d'un seul, du dirigeant soviétique. Nous ne savons pas encore le faire. Nous l'apprendrons. [...] Cette soumission rappellera plutôt la direction délicate d'un chef d'orchestre […] Elle peut revêtir des formes tranchées, dictatoriales, si la parfaite discipline et la conscience font défaut. Mais, de toute façon, la soumission sans réserve à une volonté unique est absolument indispensable pour le succès d'un travail organisé sur le modèle de la grande industrie mécanique. […] que les masses obéissent sans réserve à la volonté unique des dirigeants du travail [...] Que la dictature personnelle ait très souvent été, dans l'histoire des mouvements révolutionnaires, l'expression, le véhicule, l'agent de la dictature des classes révolutionnaires, c'est ce qu'atteste l'expérience irréfutable de l'histoire. Il est certain que la dictature personnelle a été compatible avec la démocratie bourgeoise. [...] Si nous ne sommes pas des anarchistes, nous devons accepter la nécessité de l'État, c'est-à-dire de la contrainte, pour passer du capitalisme au socialisme. [...] Aussi n'existe-t-il absolument aucune contradiction de principe entre la démocratie soviétique (c'est-à-dire socialiste) et le recours au pouvoir dictatorial personnel. »
On peut trouver aussi chez Lénine la mention des mandats impératifs et révocables, ainsi que la destruction de la machine d'Etat bourgeoise, dans sa vision de la dictature du prolétariat. Par exemple, dans une lettre de mars 1917 : 
« Nous avons besoin d'un pouvoir révolutionnaire, nous avons besoin (pour une certaine période de transition) d'un Etat. C'est ce qui nous distingue des anarchistes. La différence entre marxistes révolutionnaires et anarchistes ne tient pas seulement au fait que les premiers sont partisans de la grande production communiste centralisée, et les seconds de la petite production morcelée. Non, la différence porte précisément sur la question du pouvoir, de l'Etat : nous sommes pour l'utilisation révolutionnaire des formes révolutionnaires de l'Etat dans la lutte pour le socialisme ; les anarchistes sont contre.
Nous avons besoin d'un Etat. Mais non pas tel que l'a créé partout la bourgeoisie, depuis les monarchies constitutionnelles jusqu'aux républiques les plus démocratiques. Et c'est ce qui nous sépare des opportunistes et des kautskistes des vieux partis socialistes en voie de putréfaction, qui ont déformé ou bien oublié les enseignements de la Commune de Paris et l'analyse qu'en ont donnée Marx et Engels.
Nous avons besoin d'un Etat, mais pas de celui qu'il faut à la bourgeoisie et dans lequel les organes du pouvoir tels que la police, l'armée et la bureaucratie (le corps des fonctionnaires) sont séparés du peuple, opposés au peuple. Toutes les révolutions bourgeoises n'ont fait que perfectionner cette machine d'Etat et la faire passer des mains d'un parti dans celles d'un autre. 

Le prolétariat, lui, s'il veut sauvegarder les conquêtes de la présente révolution et aller de l'avant, conquérir la paix, le pain et la liberté, doit «démolir»,  pour nous servir du mot de Marx, cette machine d'Etat «toute prête» et la remplacer par une autre, en fusionnant la police, l'armée et le corps des fonctionnaires avec l'ensemble du peuple en armes. En suivant la voie indiquée par l'expérience de la Commune de Paris de 1871 et de la révolution russe de 1905, le prolétariat doit organiser et armer tous les éléments pauvres et exploités de la population, afin qu'eux-mêmes prennent directement en main les organes du pouvoir d'Etat et forment eux-mêmes les institutions de ce pouvoir. »

## Applications, critiques et débats

### Application et usage du terme dans les États socialistes
L'expression « dictature du prolétariat » figure dans l'article 2 de la constitution révisée de 1936. La position soviétique a longtemps été défendue par les principaux partis se réclamant du communisme à travers le monde. Cette position a été affaiblie par les révélations du rapport Khrouchtchev en 1956, entraînant la multiplication des positions communistes critiques dans les années 1960-1970.[réf. nécessaire]
Le Parti communiste chinois, au pouvoir depuis 1949, se réclame de la dictature du prolétariat ; cependant, le terme ne figure qu'indirectement dans la Constitution de la république populaire de Chine de 1954. La Constitution de 1975 (en) intègre la « théorie de la révolution continue sous la dictature du prolétariat ». La Constitution de 1982 reprend dans son préambule les « Quatre principes fondamentaux » : voie socialiste, dictature du prolétariat, rôle directeur du Parti communiste chinois, marxisme-léninisme et pensée de Mao Zedong, tout en les combinant avec les principes de la réforme économique énoncés en 1978 par Deng Xiaoping et réintroduisant l'économie de marché.

### Critiques de la position léniniste de la dictature du prolétariat par d'autres courants et penseurs marxistes
Très tôt, des théoriciens et militants des divers courants marxistes ont considéré que l'utilisation par Lénine puis par Staline du concept de « dictature du prolétariat » constituait en fait une trahison de Marx. Ils ont affirmé dès sa création que l'URSS marxiste-léniniste n'était ni une dictature du prolétariat, ni un « État socialiste », mais une dictature sur le prolétariat, voire un capitalisme d'État.

L'un des fondateurs du Parti Communiste Français (PCF), Fernand Loriot, après avoir quitté le parti en 1926 (car il était très critique vis-à-vis de la « bolchévisation organisatoire » et de la bureaucratie au sein du parti), déclarait que l'URSS était devenu une "dictature personnelle" : 
"L'URSS n'est ni U (union), ce qui suppose la libre adhésion des parties composantes, et une certaine autonomie de ces parties ; ni R (république), puisque c'est une dictature centralisée, évoluant toujours davantage vers la dictature personnelle ; ni S (socialiste), puisque le socialisme reste à construire en Russie et que les concessions de plus en plus importantes faites aux capitalisme ne permettent pas, dans la situation mondiale présente, d'en escompter la réalisation ; ni S (soviétique), car les Soviets ne constituent plus en Russie la pierre d'assises du régime."
L'historien et militant Boris Souvarine, opposant au stalinisme depuis les années 1920 et exclu du PCF en 1924, estime ainsi au sujet de la dictature du prolétariat que « Marx et Engels l’entendaient dans un sens absolument contraire à celui qu’il acquiert dans le léninisme, puis dans le stalinisme. (…), si l’on s’y réfère, contredit entièrement l’interprétation arbitraire incluse dans le léninisme et transmise dans le stalinisme ». Le Cercle communiste démocratique, fondé en 1930 par Boris Souvarine, dénonce en 1931 la « dictature sur le prolétariat » en URSS.
Charles Rappoport dénonce dans ses Mémoires « la dictature « à la Staline » d'une clique de bureaucrates sur le prolétariat ».
Ces analyses sont corroborées par celles des marxistes mencheviks en exil : Salomon Schwarz dénonce le capitalisme d’État en URSS ; Théodore Dan parle de « dictature jacobine du bolchévisme » qui « n’est pas une dictature de la classe ouvrière », ainsi que de « capitalisme industriel d’État », qui selon lui « contredit d’une façon si évidente la doctrine de Marx ».
En 1920, lors du Congrès de Tours, Léon Blum dénonce la politique léniniste, qu'il considère comme une trahison de l'idée de Marx. Blum souligne en effet que, pour Marx, la dictature du prolétariat est la « dictature d'une classe » et qu'elle doit « conserver une forme démocratique », tandis que Lénine la conçoit comme « une dictature exercée par un parti centralisé, où toute l'autorité remonte d'étage en étage et finit par se concentrer entre les mains d'un comité patent ou occulte », avec pour résultat la « dictature de quelques individus ». Blum résume sa propre position sur la question ainsi : « Dictature d’un parti, oui, dictature d’une classe, oui, dictature de quelques individus, connus ou inconnus, cela, non. » .

#### La position Luxemburgiste
La marxiste révolutionnaire Rosa Luxemburg écrit dès septembre 1918 que le pouvoir bolchevik est « une dictature, il est vrai, non celle du prolétariat, mais celle d'une poignée de politiciens, c'est-à-dire une dictature au sens bourgeois ».

Elle a également explicité ceci en décrivant la révolution russe bolchevique : 
Lénine dit : l'État bourgeois est un instrument d'oppression de la classe ouvrière, l'État socialiste un instrument d'oppression de la bourgeoisie. C'est en quelque sorte l'État capitaliste renversé sur la tête. Cette conception simpliste oublie l'essentiel : c'est que si la domination de classe de la bourgeoisie n'avait pas besoin d'une éducation politique des masses populaires, tout au moins au-delà de certaines limites assez étroites, pour la dictature prolétarienne, au contraire, elle est l'élément vital, l'air sans lequel elle ne peut vivre. [...] La condition que suppose tacitement la théorie de la dictature selon Lénine et Trotsky, c'est que la transformation socialiste est une chose pour laquelle le parti de la révolution a en poche une recette toute prête, qu'il ne s'agit plus que d'appliquer avec énergie. Par malheur - ou, si l'on veut, par bonheur -, il n'en est pas ainsi. Bien loin d'être une somme de prescriptions toutes faites qu'on n'aurait plus qu'à appliquer, la réalisation pratique du socialisme en tant que système économique, juridique et social, est une chose qui reste complètement enveloppée dans les brouillards de l'avenir. Ce que nous possédons dans notre programme, ce ne sont que quelques grands poteaux indicateurs qui montrent la direction générale dans laquelle il faut s'engager, indications d'ailleurs d'un caractère surtout négatif. Nous savons à peu près ce que nous aurons à supprimer tout d'abord pour rendre la voie libre à l'économie socialiste. Par contre, de quelle sorte seront les mille grandes et petites mesures concrètes en vue d'introduire les principes socialistes dans l'économie, dans le droit, dans tous les rapports sociaux, là, aucun programme de parti, aucun manuel de socialisme ne peut fournir de renseignement. Ce n'est pas une infériorité, mais précisément une supériorité du socialisme scientifique sur le socialisme utopique, que le socialisme ne doit et ne peut être qu'un produit historique, né de l'école même de l'expérience, à l'heure des réalisations, de la marche vivante de l'histoire, laquelle tout comme la nature organique dont elle est en fin de compte une partie, a la bonne habitude de faire naître toujours avec un besoin social véritable, les moyens de le satisfaire, avec le problème sa solution.

#### La critique conseilliste de la vision léniniste de la dictature du prolétariat
Les communistes de conseils, ou parfois nommés "conseillistes", émettent de fortes critiques sur la stratégie révolutionnaire léniniste. Les communistes de conseils allemands et hollandais critiquent la vision léniniste et bolchevique du parti et de la dictature du prolétariat en URSS dès les années 1920.

Le communiste de conseils Herman Gorter en 1920 critique le livre de Lénine, sorti la même année, du nom de La Maladie infantile du communisme (le « gauchisme »). Anticipant l'évolution de l'Internationale communiste, il écrit dans son texte « Lettre ouverte au camarade Lénine » : « l'opportunisme n'a pas été tué ; pas même chez nous. C'est ce que nous constatons déjà dans tous les partis communistes, dans tous les pays » ; « L'usage s'établira à nouveau de mauvais compromis parlementaires avec les social-patriotes et les bourgeois » ; « La liberté de parole sera supprimée et de bons communistes seront exclus ». Anticipant l'éventualité de l'exclusion de l'aile gauche dont il fait partie, et le triomphe de la droite opportuniste, il écrit : « Lorsque l'opportunisme s'introduit de nouveau avec ses suites désastreuses pour la conscience et la force du prolétariat, c'est là un danger mille fois pire que lorsque la gauche se montre trop radicale. La gauche, même quand elle va trop loin pour une fois, reste toujours révolutionnaire » ; « La droite opportuniste est vouée à devenir de plus en plus opportuniste, à s'enfoncer de plus en plus dans le marais, et à causer toujours davantage la perte des ouvriers. L'opportunisme est la perte du mouvement ouvrier, la mort de la révolution. C'est à cause de l'opportunisme qu'est survenu tout le mal : le réformisme, la guerre, la défaite et la mort de la révolution en Hongrie et en Allemagne. L'opportunisme est la cause de notre anéantissement. Et il est présent dans la troisième Internationale... ». Cette vision, qui semble très pessimiste en 1921, prend tout son sens au regard de l'émergence du stalinisme et de la bureaucratie. Enfin, face à la résolution prise par le IIe congrès de la Troisième Internationale, qui exige « une discipline de fer confinant à la discipline militaire », Gorter rejette « la discipline de fer, l'obéissance militaire, la servitude de cadavre dont nous ne voulons pas ». Par rapport au syndicalisme, il précise : « Comme la "gauche" veut en premier lieu la libération des esprits, et qu'elle croit à l'unité des bourgeois, elle reconnait que les syndicats doivent être détruits et que le prolétariat a besoin de meilleures armes ». En 1921 il est parmi les fondateurs du Parti communiste ouvrier d'Allemagne : KAPD, puis il rejoint sa Fraction d'Essen et devient un des leaders de l'Internationale Communiste ouvrière (KAI). Sa « Réponse à Lénine » sera publiée en France en 1930 par les Groupes ouvriers communistes. Le KAPD sera exclu peu après de l'Internationale. Herman Gorter critiquait également Lénine sur l'aspect stratégique révolutionnaire consistant en ceci : croire que le model d'un parti bolchevique et léniniste pouvait s'exporter dans des pays d'Europe de l'Ouest (avec un capitalisme bien plus développé que n'était la Russie tsariste) :  

Vous ne devez pas faire cela, camarade. En Europe occidentale nous sommes encore dans le stade de préparation. On devrait plutôt soutenir les lutteurs que les dominateurs. [...] Votre tactique fut certainement remarquable en ce qui concerne la Russie, et c'est par elle que les Russes ont obtenu la victoire. Mais est-ce que cela prouve quelque chose pour l'Europe de l'Ouest ? Rien, ou très peu de choses, à mon avis. Nous sommes d'accord en ce qui concerne les soviets, la dictature du prolétariat, comme moyens pour la révolution et l'édification. De même, votre tactique vis-à-vis de l'étranger a été - du moins jusqu'à présent - un exemple pour nous. Mais il en est autrement de votre tactique pour les pays ouest-européens. Et cela est tout naturel. Comment la tactique en Europe orientale et en Occident pourrait-elle être la même ? La Russie est un pays pourvu d'une agriculture tout à fait prépondérante, d'un capitalisme industriel qui n'est qu'en partie hautement développé et reste très petit relativement à l'ensemble. Encore était-il nourri en grande partie par le capital étranger. En Europe de l'Ouest, surtout, en Allemagne et en Angleterre, c'est précisément le contraire. Chez vous : vieilles formes du capital subsistant sur la base du capital usurier. Chez nous : prépondérance presque exclusive du capital financier hautement développé. Chez vous : résidus formidables des temps féodaux et pré-féodaux, vestiges même de l'époque des tribus et de la barbarie. Chez nous, surtout en Angleterre et en Allemagne : un ensemble, agriculture, commerce, transports, industrie, dirigé par le capitalisme le plus avancé. Chez vous : restes énormes du servage, paysans pauvres, classe rurale moyenne paupérisée. Chez nous : relations des paysans pauvres eux-mêmes avec la production moderne, transport, technique et échanges ; classes moyennes de la ville et de la campagne, - même les plus basses couches. - en contact direct avec les grands capitalistes. Vous avez encore des classes avec lesquelles le prolétariat montant peut se lier. L'existence seule de ces classes est déjà une aide. Et naturellement la même chose est vraie sur le terrain des partis politiques. Chez nous, rien de tout cela. 
A la fin de son ouvrage de sa « Lettre ouverte au camarade Lénine », Herman Gorter résume en 7 principaux points ses différences avec la stratégie de Lénine : 
Pour finir, afin de mettre mes appréciation sous une forme aussi brève et ramassée que possible - devant les yeux des ouvriers, qui ont à acquérir une conception claire de la tactique, je les résumerai en quelques thèses.
1. La tactique de la révolution occidentale doit être toute autre que celle de la révolution russe;
2. Car le prolétariat est ici tout seul;
3. Le prolétariat doit donc ici faire seul la révolution contre toutes les classes;
4. L'importance des masses prolétariennes est donc relativement plus grande, celle des chefs plus petite qu'en Russie;
5. Et le prolétariat doit avoir ici les toutes meilleures armes pour la révolution;
6. Comme les syndicats sont des armes défectueuses, il faut les supprimer ou les transformer radicalement, et mettre à la place des organisations d'entreprise, réunies dans une organisation générale;
7. Comme le prolétariat doit faire seul la révolution, et ne dispose d'aucune aide, il doit s'élever très haut en conscience et en courage. Et il est préférable de laisser de côté le parlementarisme dans la révolution.

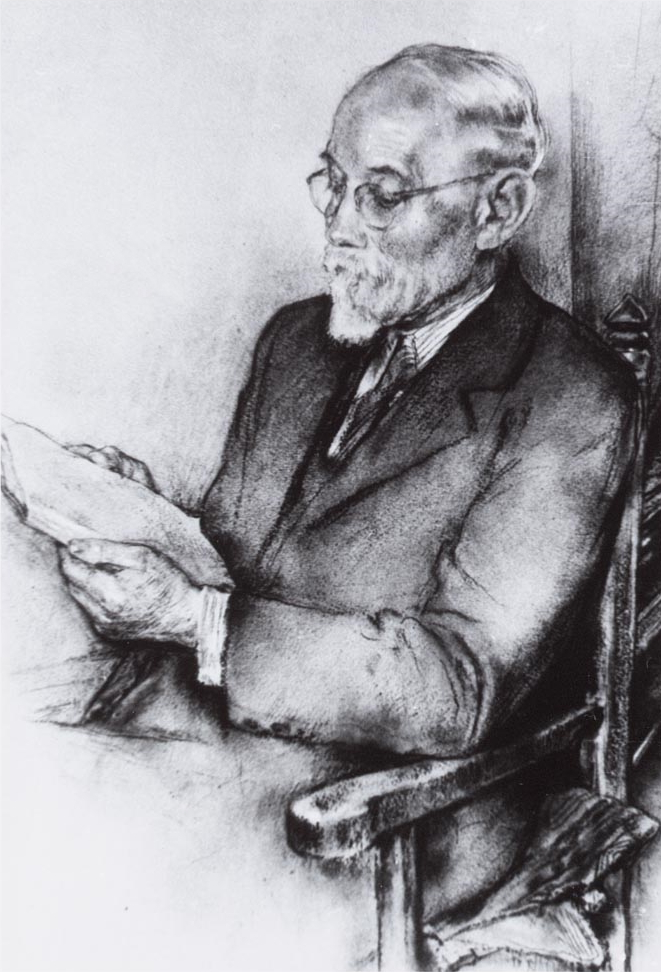
Anton Pannekoek, penseur marxiste du communisme de conseils.

Ensuite, Anton Pannekoek est un autre communiste de conseils considérant que la dictature du prolétariat doit s'incarner par les conseils (de travailleurs). S'il y a éventuellement des élections, alors les élus sont des délégués révocables à tout instant (mandat impératif). Les conseils, dès le début de la révolution, contribuent au dépérissement de l'État. Les conseils sont en même temps une garantie de la montée du communisme dans le processus révolutionnaire. Contrairement à la logique de Lénine qui optait pour un parti d'avant-garde de professionnels révolutionnaires prenant le contrôle de l'appareil d'État, Anton Pannekoek considère que ce qui doit organiser la révolution sous la dictature du prolétariat sont les conseils ouvriers démocratiques dirigés par les classes populaires : 
« L'organisation conseilliste incarne la dictature du prolétariat. Il y a plus d'un demi-siècle, Marx et Engels ont expliqué comment la révolution sociale devait amener la dictature du prolétariat et comment cette nouvelle expression politique était indispensable à l'introduction de changements nécessaires dans la société. Les socialistes qui ne pensent qu'en termes de représentation parlementaire, ont cherché à excuser ou à critiquer cette infraction à la démocratie et l'injustice qui consiste selon eux à refuser le droit de vote à certaines personnes sous prétexte qu'elles appartiennent à des classes différentes. Nous pouvons voir aujourd'hui comment le processus de la lutte de classes engendre naturellement les organes de cette dictature : les soviets [donc les conseils]. »
Par ailleurs, Anton Pannekoek considère que l'État, lors du processus révolutionnaire conseilliste de la dictature du prolétariat, doit connaitre dès le début de la révolution communiste son dépérissement, contrairement à la logique de Lénine optant pour un « État prolétarien » temporaire saisie et dirigé par un parti communiste d'avant-garde. Les conseils ouvriers, dès l'éclosion révolutionnaire, participent à la notion marxiste de dépérissement de l'État. Anton Pannekoek, dans son article sur Les conseils ouvriers en 1936, dit ceci :

« À partir du moment où le mouvement révolutionnaire acquiert un pouvoir tel que le gouvernement en est sérieusement affecté, les conseils ouvriers deviennent des organes politiques. Dans une révolution politique, ils incarnent le pouvoir ouvrier et doivent prendre toutes les mesures nécessaires pour affaiblir et pour vaincre l'adversaire. Tels une puissance en guerre, il leur faut monter la garde sur l'ensemble du pays, afin de ne pas perdre de vue les efforts entrepris par la classe capitaliste pour rassembler ses forces et vaincre les travailleurs. Ils doivent en outre s'occuper de certaines affaires publiques qui étaient autrefois gérées par l'Etat : la santé et la sécurité publique, de même que le cours interrompu de la vie sociale. Ils ont enfin à prendre la production en main, ce qui représente la tâche la plus importante et la plus ardue de la classe ouvrière en situation révolutionnaire. [...] Et de même, dans la révolution prolétarienne, la nouvelle classe montante doit-elle créer ses nouvelles formes d'organisation qui, petit à petit, au cours du processus révolutionnaire, viendront remplacer l'ancienne organisation étatique. En tant que nouvelle forme d'organisation politique, le conseil ouvrier prend finalement la place du parlementarisme, forme politique du régime capitaliste. [...] Engels avait écrit que l'Etat disparaîtrait avec la révolution prolétarienne ; qu'au gouvernement des hommes succéderait l'administration des choses. A l'époque, il n'était guère possible d'envisager clairement comment la classe ouvrière prendrait le pouvoir. Mais nous avons aujourd'hui la preuve de la justesse de cette vue. Dans le processus révolutionnaire, l'ancien pouvoir étatique sera détruit et les organes qui viendront le remplacer, les conseils ouvriers, auront certainement pour quelque temps encore des pouvoirs politiques importants afin de combattre les vestiges du système capitaliste. Toutefois, leur fonction politique se réduira graduellement en une simple fonction économique : l'organisation du processus de production collective des biens nécessaires à la société. »

Pour les conseillistes du Groupe des Communistes internationaux (néerlandais) : « Ce qui existe en Russie est un capitalisme d’État. Ceux qui se réclament du communisme doivent aussi attaquer ce capitalisme d’État ». « Le bolchévisme, capitalisme d’État et dictature des bureaucrates » selon le marxiste conseilliste Otto Rühle. Otto Rühle écrivit en 1939 sur la "dictature du prolétariat" menée par les bolchéviques :
« D'après la conception de Lénine, le pouvoir d'État aurait dû être expressément aboli. Or, on avait tout fait pour le reconstruire et le consolider. Ce n'est que lorsqu'il aurait été reconstruit et consolidé qu'on pourrait vraiment l'abolir. Qui devait comprendre, qui pouvait saisir une doctrine si curieuse ? La contradiction entre la théorie et la pratique était évidente. Mais il y avait beaucoup d'autres contradictions du même genre : le combat contre la bureaucratie et la croissance très rapide de celle-ci était l'une d'entre elles. Les masses n'avaient pas le temps de penser à toutes ces contradictions, elles avaient trop à faire pour assurer leur survie. D'ailleurs la dictature ne tolérait aucune contradiction, cette dictature du prolétariat qui devenait chaque jour un peu plus une dictature sur le prolétariat. »
Le marxologue et communiste de conseils Maximilien Rubel considère que la vision et la position de Lénine sur la dictature du prolétariat est à l'origine du stalinisme, et est donc une trahison de la pensée de Marx. Notamment, Rubel s'appuie et critique un texte de Lénine intitulé "Les tâches immédiates du pouvoir des Soviets" (1918) pour affirmer cette préfiguration du stalinisme, particulièrement sur l'expression de "dictature personnelle" qu'emploie Lénine.
Ces analyses sont reprises par la suite par différents courants communistes, et dans les années 1960 par de nouveaux courants marxistes comme les conseillistes de l’Internationale situationniste.

### La position "marxiste libertaire" sur le concept
D’après le marxiste libertaire Daniel Guérin, ce qui provoqua tant de controverses dans la discussion de la pensée politique marxiste, c’est que le concept de dictature du prolétariat n'a jamais été réellement très développé par Marx, et est « mentionné que de façon trop brève, trop vague ». Daniel Guérin propose de substituer cette expression par celle de « contrainte révolutionnaire ».

### Un abandon du terme par certains groupes communistes
En 1976, le concept de dictature du prolétariat cesse d'être utilisé par le Parti communiste d'Espagne (1976) et le Parti communiste français. Cette évolution a lieu dans le contexte de l'Eurocommunisme, auquel le PCE et le PCF participent avec le Parti communiste italien. Pierre Birnbaum souligne que « C'est à cause de la théorie du CME que le PCF ne se conçoit plus comme l'unique expression du prolétariat, qui exercerait sa dictature à travers son parti » : le contexte politique de l'époque favorise le recentrage des principaux partis communistes d'Europe de l'Ouest, dont le PCF qui, en proposant « l'Union du peuple de France », déborde l'Union de la gauche et en vient même à tendre la main aux gaullistes.